# Marc Molinaro
Marcus James Molinaro, detto Marc (Yonkers, 8 ottobre 1975), è un politico statunitense, membro della Camera dei Rappresentanti per lo stato di New York dal 2023 al 2025.

## Biografia
Nato a Yonkers in una famiglia italoamericana, era figlio del rappresentante sindacale Anthony Molinaro e della casalinga Dona Vananden. Dopo il divorzio dei genitori visse con la madre dapprima a Beacon e poi a Tivoli. A causa della situazione economica non florida, vissero usufruendo di benefit sociali come il Supplemental Nutrition Assistance Program.
Appassionato di politica fin da giovanissimo, vinse la sua prima elezione all'età di diciotto anni, quando nel 1994 entrò nel consiglio comunale di Tivoli. L'anno seguente, divenne il sindaco più giovane degli Stati Uniti; venne rieletto altre cinque volte, restando in carica come sindaco per dodici anni.
Nel 2006, come esponente del Partito Repubblicano, venne eletto all'interno dell'Assemblea dello Stato di New York, rimanendovi fino al 2011. In quell'anno, infatti, si candidò alla carica di presidente della contea di Dutchess, risultando eletto con il 62% delle preferenze. Fu riconfermato per un secondo mandato nel 2015 e per un terzo mandato nel 2019.
Nel 2018, Molinaro si candidò alla carica di governatore di New York contro il democratico in carica Andrew Cuomo; ottenne la nomination repubblicana e scelse come sua vice Julie Killian. Durante la campagna elettorale venne descritto come un candidato moderato e lui stesso si definì "un comunitarista", proponendosi come un politico orientato al confronto e al compromesso tra le parti. Al termine della campagna, tuttavia, Molinaro venne sconfitto da Cuomo con un margine di scarto di oltre ventitré punti percentuali, pari a quasi un milione e mezzo di voti.
Nel 2021, Marc Molinaro annunciò la propria candidatura per la Camera dei Rappresentanti sfidando il democratico in carica Antonio Delgado e raccolse la somma di 350mila dollari in dieci giorni di campagna elettorale. Quando la governatrice Kathy Hochul nominò Delgado come suo vicegovernatore, il seggio restò vacante e vennero indette delle elezioni speciali per riassegnarlo. Pur essendo dato per favorito nei sondaggi, Molinaro non riuscì ad aggiudicarsi la vittoria, perdendo di misura contro l'avversario democratico Pat Ryan.
Un mese dopo, tuttavia, si tennero le elezioni per il rinnovo del Congresso. Per via della ridefinizione dei distretti congressuali, Pat Ryan e Marc Molinaro furono candidati per due seggi differenti; non si assistette, quindi, ad una nuova sfida elettorale tra i due politici. Questa volta, Molinaro risultò eletto deputato, sconfiggendo l'avversario democratico Josh Riley con il 50,8% dei voti contro il 49,2%.
Una volta eletto, Molinaro si distinse per il suo approccio bipartisan alle questioni. Si schierò a favore dell'espulsione del collega repubblicano George Santos dall'assemblea. Sostenne, inoltre, un disegno di legge per proteggere la pratica della fecondazione in vitro. I notisti politici gli riconobbero un ruolo decisivo nell'elezione di Mike Johnson alla carica di Speaker della Camera dei rappresentanti degli Stati Uniti, condizione piuttosto insolita per un deputato al primo mandato.
Due anni più tardi, in occasione delle elezioni del 2024, Molinaro affrontò nuovamente Josh Riley. I notisti politici osservarono con attenzione la competizione, poiché dal suo esito sarebbe dipeso il controllo partitico della Camera; i temi centrali su cui i due candidati diedero battaglia furono principalmente l'aborto e l'immigrazione. La gara vide anche un grosso dispendio di risorse economiche: Riley raccolse 8,76 milioni di dollari mentre Molinaro accumulò 7,78 milioni. Al termine della sfida, Molinaro venne sconfitto di misura da Riley e dovette abbandonare il seggio.
Marc Molinaro è padre di quattro figli, di cui una autistica.